# 塔尔萨大学
塔尔萨大学 (英語：University of Tulsa)是一所位于美国俄克拉荷马州塔尔萨的私立大学。

## 历史
创建于1894年，提供法律，英语，计算机，自然科学，心理学和工程学课程。教职工包括著名俄罗斯诗人叶夫根尼·叶夫图申科。学校和美国长老教会有一定关系。